# Socialistická revoluce na Madagaskaru
Socialistická revoluce na Madagaskaru  je označení řady nepokojů, které začaly v roce 1971 a pokračovaly až do roku 1973. Po získání nezávislosti v roce 1960 Madagaskar patřil k nejstabilnějším africkým státům. Přesto od začátku 70. let 20. století rostla nespokojenost s polodemokratickým režimem Philiberta Tsiranana, přičemž vše vyústilo v socialistickou revoluci.

## Důvody vzniku revoluce
Důvodů k nespokojenosti bylo hned několik.
- Na světových trzích vzrostly ceny základních surovin, přičemž ceny zemědělských výrobků zůstaly stejné. Na venkově, který byl na zemědělství závislý, se tak významně snížila životní úroveň a vesničané odcházeli za prací do měst. Tam se však nedokázali kvůli špatnému vzdělání uplatnit a mnozí z nich byli donuceni se živit drobnou kriminalitou.

- Na konci šedesátých let prudce expandovalo vysoké školství a značně předstihlo kapacitu ekonomiky poskytnout pracovní příležitosti vzdělané elitě.

- Ačkoliv byl Madagaskar oficiálně nezávislý, vrcholná politika byla z velké části tvořená francouzskými poradci.

- Nejprestižnější madagaskarská univerzita měla francouzského rektora, 80 % učitelských míst bylo obsazeno Francouzi, výukový jazyk byla francouzština a obsah předmětů byl stejný jako ve Francii – např. francouzské dějiny nebo zeměpis měly přednost před madagaskarskou. Státní zkoušky byly plně v rukách francouzského ministra školství.

- Další ránu národnímu cítění dávala přítomnost francouzského loďstva v přístavu Diego Suarez a francouzského letectva v hlavním městě. Francouzští poradci zajišťovali, aby většina importovaného zboží pocházela z Francie, a na lodní dopravu na ostrov měly monopol tři francouzské firmy sdružené v Societé de l’Emyrne.

- Dlouhá vláda jedné strany – Tsirananovy PSD (Parti Social Democratem, sociální demokracie) přispěla k nebývalému rozbujení korupce.

- Počátkem roku 1967 vypukla Šestidenní válka a byl uzavřen Suezský průplav. Zdlouhavá cesta kolem Afriky výrazně prodražovala madagaskarský import. Vláda se rozhodla navázat ekonomické styky s Jihoafrickou republikou. Ačkoliv to přineslo pro Madagaskar řadu hospodářských výhod, tak si tím vláda znepřátelila intelektuály a opozici, protože Jihoafrická republika byla nenáviděna kvůli svému apartheidu.

- Na konci roku 1967 získala monopol na dovoz mouky francouzská společnost Grands Moulins de Dakar, dále získala i povolení na stavbu palírny, mlýna, cementárny a koncesi na rozsáhlou těžbu dřeva. Opozice PSD to hlasitě označila za návrat koloniální exploatace. Nakonec se k protestu připojilo i oportunistické křídlo samotné PSD a tento kontrakt byl zrušen. Přesto to zvýšilo nedůvěru k vládě.

- V roce 1969 utrpěl prezident Philiberta Tsiranana mozkovou mrtvici, což přineslo boje o moc a to na veřejnost působilo značně negativně. S pomocí pečlivé péče francouzských lékařů se Tsiranana zotavil a vrátil se zpět do politiky s přesvědčením, že zázračně unikl smrti kvůli tomu, že je vyvolen vládnout. Jeho styl se stal značně autokratickým. Zároveň se stal podezřívavým a žárlil na své nástupce.

- V roce 1971 vypukla na jihu Madagaskaru vážná humanitární krize. V aridních oblastech vypukla epidemie sněti slezinné, která zdecimovala stáda hovězího dobytka. Následoval hladomor a navíc populace neměla peníze na daň z hlavy a na daň z dobytka. Výběrčí daní často vybírali daně z dobytka, který již neexistoval.

## Počátek povstání

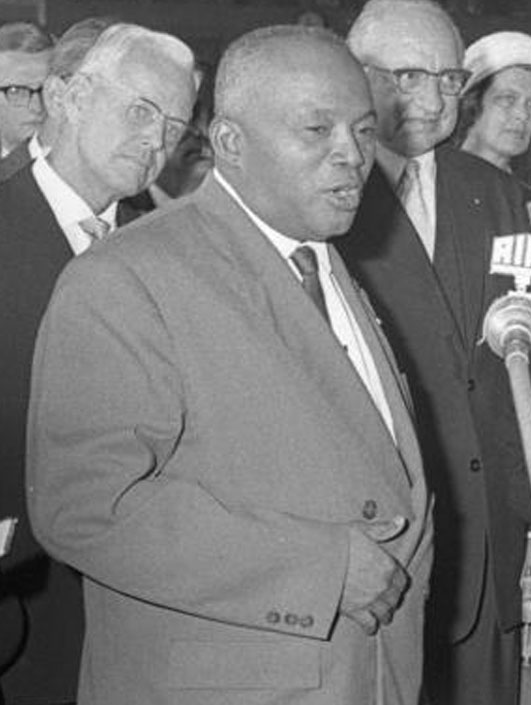
Philibert Tsiranana

Na začátku roku 1971 vypukla okupační stávka madagaskarských studentů, kteří protestovali proti špatným životním podmínkám, nedostatku pracovních místo pro absolventy a přílišné frankizaci školství. Na jihu sužovaném suchem a hladomorem dav ozbrojený kopími a mačetami 1. dubna 1971 přepadl řadu policejních stanic. Nejsilnější útok se udál v Ampanihy, kde rebelové vedení malgašským luteránským pastorem vydrancovali několik vládních budov. Poté se povstalci rozptýlili po kraji. Policie reagovala velmi brutálně, oficiální komuniké z 15. dubna mluví o 45 zabitých rebelech a 847 zatčených. Neoficiální zprávy hovoří až o tisícovce mrtvých a patnácti stech zatčených.
Univerzitní stávky a rolnické přepady ve skutečnosti spolu neměly téměř žádnou spojitost, nicméně odpovědnost za oboje vzala na sebe organizace MONIMA (Mouvement nationaliste et indépendant de Madagascar, Národní hnutí za osvobození Madagaskaru). Vůdce této organizace, Monja Jaona, poté co byl chycen po několikadenním skrývání se v lese, přijal plnou odpovědnost a obvinil oficiální autority z toho, že odmítaly naslouchat.
Veřejné a církevní mínění v hlavním městě se ale přiklonilo na stranu sužovaných rolníků. Prezident Tsiranana veřejně připustil, že lidé jednali v zoufalství, a nařídil místním úřadům, aby rolníky odškodnily tak, jak to jen bude možné. Zároveň se svými ministry procestoval místa nepokojů a vyzýval k usmíření. Slíbil amnestii, ale zároveň varoval před dalšími nepokoji.
Tsiranana postupem času došel k názoru, že tyto události jsou „maoistickým komplotem“. Navíc nepokoje na jihu dále prohloubily roztržku mezi Tsirananou a mužem číslo dvě ve stranické hierarchii, André Resampou. Prezident nechal Resampu uvěznit. Resampa byl obviněn ze zločinného spolčení s ambasádou nejmenované země – zřejmě však byly míněny Spojené státy, neboť ve stejný čas byl vyhoštěn americký velvyslanec. Zda Resampa opravdu byl Spojenými státy úkolován, je nejasné, jeví se to však jako nepravděpodobné.
Tsiranana brzy na to odhalil další „maoistické spiknutí“, do kterého měli být zapleteni lidé z Úřadu pro zámořský vědecký a technický výzkum společně s katolickou církví a antananarivskými intelektuály. Bylo zatčeno přes sto lidí.
Dne 30. ledna 1972 proběhly zjevně zmanipulované volby, ve kterých Tsiranana zvítězil počtem 99,97 % hlasů. Studenti začali znovu stávkovat. Oficiálním důvodem bylo, že medici, kteří vystudovali madagaskarské univerzity, nemohou nikdy pracovat jako samostatní lékaři, pouze jako pomocní – statutu samostatného lékaře mohli dosáhnout pouze lidé vystudovaní ve Francii. Časem cíle stávky přerostly do rozsáhlého protivládního protestu. Vláda nejdříve stávku ignorovala a doufala, že sama od sebe odezní. Dne 24. dubna se ke stávce připojili i středoškolští studenti. Dne 26. dubna pochodovalo městem 30 000 studentů, kteří se na stadionu setkali s ministrem školství, který všechny jejich požadavky odmítl a vyzval je k návratu do škol.
Dne 3. května republikánské bezpečnostní síly postřelily 3 studenty ve městě Ambalavao, dva z nich zemřeli. Dne 6. května studenti uspořádali procesí na uctění památky těchto dvou mrtvých, přičemž měli sebou transparenty odsuzující „vládní despotismus“. Vzrušenou atmosféru ještě více rozjitřila zpráva, že vláda odmítla tělo jednoho zastřeleného studenta vydat, aby mohl být pohřben v souladu s tradicí v rodinné hrobce.
Na 13. května bylo oznámeno velké shromáždění, kdy se ke studentům měli připojit i dělníci. Vláda se tomu snažila zabránit, v noci ze 12. na 13. května zatkla 400 členů studentské rady a ihned je deportovala na ostrov Nosy Lava. Ráno 13. května oznámil ministr vnitra, že stávka skončila, vyhlásil výjimečný stav a zákaz shromažďování.
Tisíce studentů spontánně přišly před radnici, kterou preventivně obsadily republikánské bezpečnostní síly. Ty nejdříve mezi demonstranty vhodily slzný plyn a pak začaly do davu střílet z automatických zbraní. Avšak studenti, sdružení v militantním spolku, který sám sebe nazýval ZOAM (Zatovy orin’asa anivon’ny Madagasikara, Nezaměstnaná mládež centrální Madagaskaru), vytvořili velmi rychle komanda a zaútočili na republikánské jednotky ukořistěnými zbraněmi.
Do místa se stáhla i vládní armáda a policie, avšak ty zaujaly ke krizové situaci pasivní postoj a odmítly republikánským jednotkám pomoci. Po demonstraci zůstalo na zemi ležet 40 mrtvých studentů a dělníků.
Tsiranana si svou autoritu značně oslabil projevem v rozhlase, kdy napodoboval zvuk automatické pušky a sděloval, že pořádek v zemi obnoví, i kdyby to mělo stát sto tisíc mrtvých. Byla to ale prázdná hrozba, neboť policie i armáda odmítly střílet do davu civilistů. Tsiranana požádal o francouzskou pomoc, byl ale odmítnut.
Dne 15. května vyzvaly ke generální stávce odbory a církevní organizace. Na sto tisíc lidí přišlo na demonstraci před premiérský palác. Pod tlakem okolností Tsiranana souhlasil s návratem studentů deportovaných na ostrov Nosy Lava. Dav se poté z veřejných demonstrací stáhl, nicméně militantní bojůvky ještě zaútočily na redakci francouzsky psaného listu Courrier de Madagascar a na radnici.
Vůdce militantní frakce MONIMA Manandafy Rakotonirina společně s ostatními autoritami vytvořil nový politický program, který počítal se zřízením Národního lidového kongresu, přičemž v mezidobí by měla zemi vést armáda. Dne 18. května na Třídě nezávislosti dav tento program schválil. Lidé se právě chystali k prezidentskému paláci, když dorazil generál Ramanantsoa a oznámil, že ho Tsiranana jmenoval premiérem. To v davu vyvolalo nadšení a generál ještě ten den tuto zprávu oznámil rozhlasem.

## Režim generála Ramanantsoy

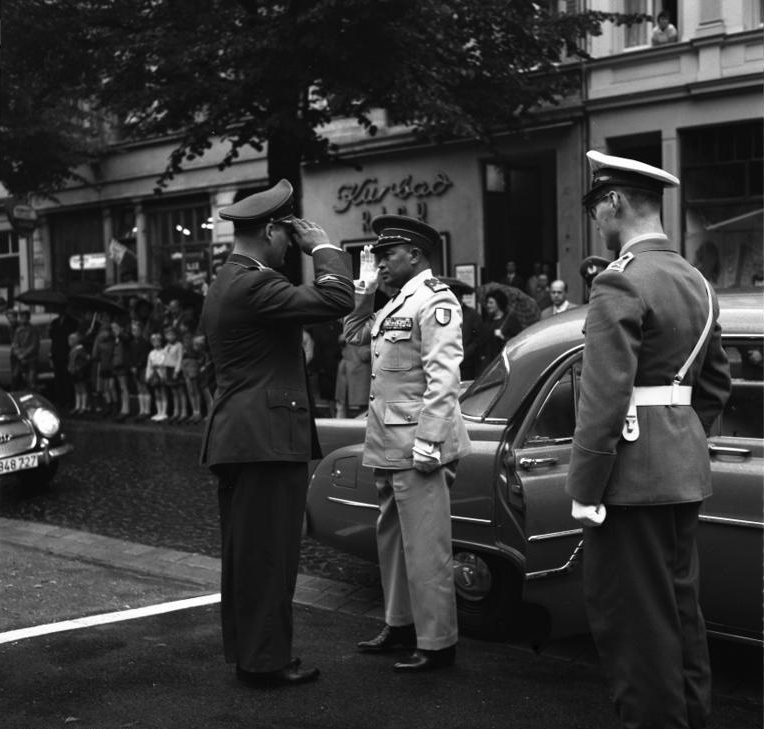
Generál Gabriel Ramanantsoa

Den na to však bylo nadšení značně utlumeno, neboť se zjistilo, že generál Ramanantsoa nechce jít cestou revoluce. Přesto byl s pomocí série kompromisů uznán povstalci jako legitimní vůdce a 20. května byla generální stávka odvolána. V následném referendu získal generál 81 % hlasů. Vydal se cestou omezování francouzského vlivu a na důležitá místa prosazoval lidi z většinového etnika Merino. Zrušil některé daně. Těmito kroky se mu podařilo na svou stranu dostat obyvatele centrální náhorní planiny. Naopak tzv. cotiers, tedy povětšinou frankofilní obyvatelé pobřeží byli s merinizací veřejného prostoru značně nespokojeni. V roce 1972 vypukly na pobřežích antimerinské násilnosti. V roce 1973 v přístavu Diego Suarez vypukla velká demonstrace, neboť lidé se obávali nezaměstnanosti poté, co budou vypovězení francouzští vojáci z námořní základny. Ramanantsoa si to vyložil jako oportunistické akce Tsirananovy SPD a nechal uvěznit několik vůdců SPD včetně několika exministrů.
Mezinárodní politika Madagaskaru se vydala cestou odmítání Francie a západu obecně. Madagaskar odmítl členství ve všech mezinárodních organizacích západního střihu a zrušil veškeré smlouvy se západními zeměmi. Ostře vystupoval proti Jihoafrické republice. Blíže se přimknul k Sovětskému svazu.
Odmítnutí Západu, rozvázání hospodářské spolupráce s Jihoafrickou republikou a znárodňování významných firem dostalo madagaskarské hospodářství do značných potíží. V roce 1973 tyto potíže kvůli ropné krizi dosáhly vrcholu. Popularitu začal získávat na úkor generála Ramanantsoa jeho ministr vnitra socialista Ratsimandrava.
Dne 3. ledna 1973 se skupina armádních důstojníků pokusila o převrat. Dne 25. ledna, ve snaze zabránit nepokojům, nebo dokonce občanské válce mezi Meriny a dalšími etniky, se Ramanantsoa pokusil sestavit novou vládu. Což se nedařilo a nakonec byl nucen rezignovat a předat veškerou moc nyní už bývalému ministru vnitra Ratsimandravovi. Ten byl prezidentem pouhých šest dní, poté na něj byl úspěšně spáchán atentát. Vražda šokovala celou zemi a vzniklo nebezpečné mocenské vakuum. Není jasné, kdo atentát provedl, svolaný soudní tribunál obvinil 297 lidí, ale ani jednoho se nepodařilo usvědčit.

## Završení revoluce – Didier Ratisiraka

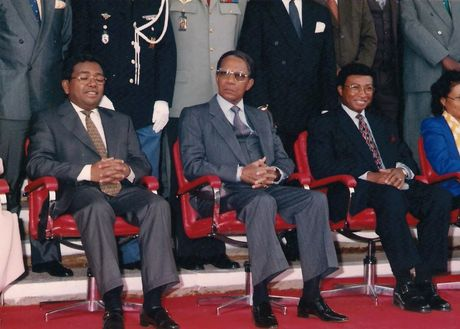
Didier Ratisiraka (uprostřed)

Do čela prozatímního vojenského direktoriátu se za pomocí složitých zákulisních intrik postavil ministr zahraničí Didier Ratsiraka. Nepokoje trvaly už čtvrtý rok, země byla vyčerpaná a nešťastná.
Ratsirakovy záměry byly od počátku jasné. Přejmenoval zemi na Demokratickou republiku Madagaskar a stal se prezidentem Nejvyšší rady revoluce (Conseil Supréme de la Révolution, CSR), kterou tvořili důstojníci z vojenského direktoriátu. Tato organizace plnila funkci politbyra nebo ústředního výboru tak, jak je známé z ostatních socialistických států.
V první proslovu, který Ratsiraka pronesl jako prezident, řekl: „Jediná cesta, která vede k rozvoji, je cestou socialismu.“ Aby stvrdil svá slova, ihned znárodnil banky, pojišťovny, přístavy, rafinerie a hlavní námořní společnosti. Nechal rovněž uzavřít americkou pozemní pozorovací stanici kosmických letů.
V sérii rozhlasových projevů v srpnu 1975 Ratsiraka rozpracoval svou Chartu socialistické revoluce. Později vyšla tiskem a vešla ve známost pod názvem Malá rudá knížka. Byla inspirována zčásti čínským maoismem, zčásti Arušskou deklarací tanzanského prezidenta Nyerereho z roku 1967 a zčásti všeobecnými idejemi pocházející ze SSSR. Vedle socialismu byl hlavním principem nacionalismus, který především odmítal „francouzský imperialismus“. Socialistické principy byly včleněny do nové ústavy, která zároveň z Ratsiraka udělala doživotního diktátora. Nebyl v ní však princip vlády jedné strany, čímž se Madagaskar od zbytku socialistických zemí odlišoval.
Socialistický režim se v Madagaskaru udržel až do 10. února 1993, kdy byly po sérii masových demonstrací a občanských nepokojů vyhlášeny výsledky svobodných voleb, kde 63 % hlasů získal Albert Zafy, který sestavil demokratickou vládu.

## Ohlasy revoluce v zahraničí
Madagaskarskou revolucí byl velmi ovlivněn „africký Che Guevara“ Thomas Sankara, který zavedl socialismus v Burkině Faso. Studentských demonstrací se osobně účastnil, neboť v té době na Madagaskaru studoval.